# Берег Эйтса
Бе́рег Э́йтса (англ. Eights Coast) — часть побережья Земли Элсуэрта в Западной Антарктиде, лежащая между 89°35' и 103°24' западной долготы.
Протяжённость берега в указанных границах составляет более 500 км. Значительная часть берега занята шельфовым ледником Аббота. К западу от берега расположен гористый остров Терстон высотой до 1000 м.
Берег назван в честь американского учёного Джеймса Эйтса, который посетил Антарктику в 1830 году.